# Poulainville
Poulainville – miejscowość i gmina we Francji, w regionie Hauts-de-France, w departamencie Somma.
Według danych na rok 1990 gminę zamieszkiwało 1360 osób, a gęstość zaludnienia wynosiła 108 osób/km² (wśród 2293 gmin Pikardii Poulainville plasuje się na 210. miejscu pod względem liczby ludności, natomiast pod względem powierzchni na miejscu 295.).